# Sicherheitsmanagement
Das Sicherheitsmanagement führt, lenkt und koordiniert eine Organisation in Bezug auf alle Sicherheitsaktivitäten.
Sicherheitsmanagement ist synonym zu Risikomanagement (RM), welches sämtliche Maßnahmen zur systematischen Erkennung, Analyse, Bewertung, Überwachung und Kontrolle von Risiken umfasst.
Die Verwendung des Begriffs Sicherheitsmanagement in der Technik (im deutschen Sprachraum) erklärt sich aus der allgemeinen Verwendung des Begriffs Sicherheit in der Technik (vgl. Abschnitt Elemente des Sicherheitsmanagements).

## Historie der Entwicklung des Sicherheitsmanagements
Sicherheitsmanagement kommt in allen Industriebereichen mit Gefährdungspotenzialen zur Anwendung. Die Notwendigkeit der Einführung und Anwendung des Sicherheitsmanagements ergaben sich praktisch aus Unfallanalysen, wonach über die Fehlermöglichkeiten der Technik und des Personals hinaus sich gravierende Mängel in der Organisation als wesentliche Unfallursachen herausstellten.
Folgende bedeutende Unfallereignisse gaben hierzu Anlass: Chemie – Sevesounglück Seveso (1976), Kerntechnik – Tschernobyl (1986), Raumfahrt – Challenger (1986), Petrochemie – Piper Alpha (1988), Bahn – Eschede (1998).
In der Luftfahrt wird dieser Prozess als die Entwicklung des Sicherheitsdenkens bezeichnet, wonach sich die Erkenntnis über die wesentlichen Unfallursachen-Arten zeitlich von den technischen Faktoren (1950) über die menschlichen Faktoren (1970) zu den organisatorischen Faktoren (1980) entwickelt hat. Die Entwicklung der Methoden der Zuverlässigkeitstechnik zur Bewertung technischer Systeme (technische Faktoren) begann etwa um 1950.
Mit dem Tschernobyl-Unfall von 1986, der in erheblichem Maße organisatorische Mängel in Form von Regelverletzungen offenbarte, wurde die Bedeutung der Einflussgröße Sicherheitskultur auf das Unfallgeschehen erkannt und ergänzt die Reihe der oben angeführten Unfallursachen-Arten.
Die Ölkatastrophe im Golf von Mexiko von 2010 zeigte noch einmal die Bedeutung dieser Einflussgröße auf.
Die Schweizer Aufsichtsbehörde HSK stellt die enge Wechselbeziehung zwischen Sicherheitskultur und Sicherheitsmanagement heraus:

„Sicherheitskultur und Sicherheitsmanagement sind sehr nahe verwandt. Trotz dieser Verwandtschaft besteht aber ein wesentlicher Unterschied zwischen den beiden Begriffen. Während Sicherheitskultur selber nicht direkt beobachtbar und nur an ihren Auswirkungen zu erkennen ist, kann das Sicherheitsmanagement direkt beobachtet und – auf Papier – beschrieben werden. Aus dem Vorhandensein eines Sicherheitsmanagement-Systems, dessen expliziten Beschreibung und der Feststellung seiner Wirksamkeit kann somit indirekt auf die Sicherheitskultur des Werkes geschlossen werden.“

In der Luftfahrt wird die Notwendigkeit der Einführung des Sicherheitsmanagements wie folgt begründet:
„Sicherheitsmanagement basiert auf der Prämisse, dass es immer Sicherheitsrisiken und menschliche Fehler gibt. Das Sicherheitsmanagementsystem (SMS) lässt Prozesse entstehen, die die Kommunikation über diese Risiken und die Maßnahmen zu deren Verringerung verbessern. Das Sicherheitsniveau und die Sicherheitskultur einer Organisation werden damit nachhaltig verbessert.“
Die wesentlichen Elemente des Sicherheitsmanagements in den verschiedenen Industriebereichen sind weitgehend vergleichbar, wobei aufgrund spezifischer Industrieerfahrung punktuell unterschiedliche Schwerpunkte gesetzt sind (siehe Abschnitt: Anwendungsbereiche des Sicherheitsmanagements).

## Elemente des Sicherheitsmanagements

### Sicherheitskonzept
Zentraler Bestandteil eines Sicherheitsmanagements ist ein Sicherheitskonzept. Hier werden alle relevanten Rahmenbedingungen, die definierten Sicherheitsziele des Unternehmens sowie Maßnahmen zur Zielerreichung beschrieben bzw. definiert. Das Sicherheitskonzept stellt entsprechend die Basis für die Planung und Durchführung einzelner Sicherheitsmaßnahmen dar. Ziel der Erstellung und Umsetzung eines Sicherheitskonzepts ist das Erreichen eines geplanten Sicherheitsniveaus und die Minimierung identifizierter Risiken.

### Sicherheitspolitik
Die Sicherheitspolitik umfasst Ziele und Richtlinien der Sicherheit in Unternehmen. Die Sicherheitspolitik soll im Einklang mit dem Leitbild des Unternehmens stehen und von der Unternehmensführung vertreten und den Mitarbeitern vermittelt werden.

### Sicherheitsanalyse
Die Sicherheitsanalyse ist Teil der Tätigkeiten im Rahmen des Sicherheitsmanagements in einer Organisation oder einem Unternehmen. Ziel der Sicherheitsanalyse ist es, Bedrohungen zu erkennen, deren Eintrittswahrscheinlichkeit und Schadenspotenzial einzuschätzen und daraus das Risiko für die Organisation abzuschätzen, zum Beispiel nach Standard ISO 27001. Insbesondere sind die „unsicheren“ Parameter (Schwachstellen) eines Systems und deren Priorisierung zu ermitteln. Die Bewertung von Risiken erfolgt in der Praxis auf Grundlage von Erfahrung oder durch Expertenschätzung (educated guessing).
Mittel der Sicherheitsanalyse sind sowohl technischer Art (darunter Vulnerability Scan und Penetrationstest), als auch prozessorientierter Art (Gespräche mit verantwortlichem Personal oder Datenschützern, Dokumentationsanalysen oder Geschäftsprozessanalyse).

### Sicherheitsbericht
Der Sicherheitsbericht ist vom Betreiber der Anlage zu erstellen und soll die folgenden Elemente enthalten (Beispiel aus dem Bereich Chemie):
- Konzept zur Verhütung schwerer Unfälle;
- Beschreibung des Sicherheitsmanagements und seiner Anwendung;
- Ermittlung der Gefahren schwerer Unfälle und der erforderlichen Maßnahmen zu ihrer Verhütung und der Begrenzung der Folgen für Mensch und Umwelt (z. B. mittels einer Gefahren- und Risikoanalyse / Sicherheitsanalyse);
- Darlegung der Auslegung, Errichtung, Betrieb und Wartung der Systeme der Anlage, die im Zusammenhang mit der Gefahr schwerer Unfälle stehen, und dass die Systeme ausreichend sicher und zuverlässig sind;
- Beschreibung der internen Notfallpläne und Angaben zu externen Notfallplänen, wie bei einem schweren Unfall die erforderlichen Maßnahmen ergriffen werden sollen;
- Angabe über die Informationen, die der zuständigen Behörde bereitgestellt werden.

### Sicherheitsindikatoren
Sicherheitsindikatoren (Safety Performance Indicators) sind aus dem Systembetrieb abgeleitete Parameter, die leicht zu erfassen und zu verfolgen sind. Sie geben ein klares Bild über den Sicherheitsstatus des Systembetriebes. Der Betriebsführung geben sie in einem frühen Stadium Hinweise auf eine mögliche Verschlechterung des Systembetriebes, so dass Korrekturmaßnahmen eingeleitet werden können, bevor ein inakzeptables Risiko eintritt.

### Sicherheitskultur
Sicherheitskultur ist ein Verhaltensmerkmal einer Gruppe oder Organisation wie mit Fragen zur Sicherheit umgegangen wird. Es unterliegt einem komplexen Lernprozess, in dem sich gemeinsame Ziele, Interessen, Normen, Werte und Verhaltensmuster herausbilden.

## Anwendungsbereiche des Sicherheitsmanagements

### Chemische Industrie
Als Konsequenz aus dem Chemieunfall in der norditalienischen Stadt Seveso im Jahr 1976 wurde 1980 von der Europäischen Kommission die erste Störfall-Richtlinie (Seveso-I-Richtlinie) 1982 herausgegeben.
Die Unfälle von Bhopal (1984) und Guadalajara, Mexiko (1992) führten 1996 zu einer Fortschreibung in der Seveso-II-Richtlinie, in der erstmals die Erstellung eines Sicherheitsmanagementsystems von Betreibern gefordert wird.
Mit der Herausgabe der Richtlinie 2012/18/EU des Europäischen Parlaments und des Rates vom 4. Juli 2012 zur Beherrschung der Gefahren schwerer Unfälle mit gefährlichen Stoffen wird die Seveso-II-Richtlinie durch die Seveso-III-Richtlinie ersetzt. Sie wurde mit den Regelungen der 12. BImSchV am 13. Januar 2017 im Bundesgesetzblatt Nr. I Nr. 3 veröffentlicht und ist am 14. Januar 2017 in Deutschland in Kraft getreten.
Nach der Seveso-III-Richtlinie (Anhang III) sollen Betreiber zur Verhütung schwerer Unfälle ein Konzept darlegen, das ein geeignetes Sicherheitsmanagementsystem zur Beherrschung der Gefahren schwerer Unfälle einschließt (folgender Text etwas gekürzt):
Das Sicherheitsmanagementsystem ist den Gefahren, Industrietätigkeiten und der Komplexität der Betriebsorganisation angemessen und beruht auf einer Risikobeurteilung. Das Sicherheitsmanagement soll folgende Aspekte berücksichtigen:
- Organisation und Personal – Aufgaben und Verantwortungsbereiche des zur Überwachung der Gefahren schwerer Unfälle vorgesehenen Personals auf allen Stufen der Organisation zusammen mit den Maßnahmen, die zur Sensibilisierung für die Notwendigkeit ständiger Verbesserungen ergriffen werden;
- Ermittlung und Bewertung der Gefahren schwerer Unfälle – Beurteilung der Eintrittswahrscheinlichkeit und der Schwere solcher Unfälle;
- Betriebskontrolle – Festlegung und Durchführung von Verfahren und Erteilung von Anweisungen für den sicheren Betriebsablauf, einschließlich Wartung;
- sichere Durchführung von Änderungen – Festlegung und Anwendung von Verfahren zur Planung von Änderungen der Anlage;
- Planung für Notfälle – Festlegung und Anwendung von Verfahren zur Ermittlung vorhersehbarer Notfälle aufgrund einer systematischen Analyse und zur Erstellung, Erprobung und Überprüfung der Notfallpläne;
- Leistungsüberwachung – kontinuierliche Beurteilung der Einhaltung der Ziele, die in dem Konzept des Betreibers und im Sicherheitsmanagement festgelegt sind, sowie von Mechanismen zur Prüfung und Einleitung von Abhilfemaßnahmen bei Nichteinhaltung. Meldung schwerer Unfälle oder „Beinaheunfälle“, insbesondere solcher, bei denen die Schutzmaßnahmen versagt haben, sicherheitsbezogene Leistungsindikatoren;
- Audit und Überprüfung – Festlegung und Durchführung von Verfahren für eine regelmäßige, systematische Beurteilung des Konzepts und der Wirksamkeit und Eignung des Sicherheitsmanagements.

### Petrochemie
Die Explosion der Ölplattform Piper Alpha am 6. Juli 1988, bei der 167 Personen ums Leben kamen, führte zu einer grundlegenden Neuausrichtung der sicherheitstechnischen Maßnahmen in der Petrochemie.
Lord Cullen kommt in seiner Unfalluntersuchung (1990) zu dem Ergebnis, dass das vorherrschende Sicherheitsregime der Offshore-Industrie (Present offshore regime) unzureichend ist und das Genehmigungsverfahren (in UK) einer grundlegenden Erneuerung bedarf. Jedes Offshore-Unternehmen sollte über ein formalisiertes Sicherheitsmanagementsystem (SMS) verfügen, in dem die Sicherheitsziele (safety objectives) des Unternehmens ausgewiesen sind und in Sicherheitsstandards festgelegt ist, wie diese Sicherheitsziele erreicht und nachgewiesen werden. Aufgabe des Sicherheitsmanagements ist, die Sicherheitsziele sowohl bei der Systemauslegung als auch im Betrieb des Systems zu gewährleisten. Das realisierte SMS ist der zuständigen Behörde darzulegen.
Im Einzelnen soll das SMS die folgenden Elemente enthalten:
- Schaffen einer Organisationsstruktur
- Standards für das Managementpersonal
- Ausbildung für Betrieb und Notfälle
- Sicherheitsanalyse
- Auslegungsrichtlinien (design procedures).
- Prozeduren für Betrieb, Instandhaltung, Änderungen und Notfälle
- Sicherheitsmanagement von Subunternehmern bezüglich deren Arbeit
- Einbinden des Betriebspersonals und das der Subunternehmer in das Sicherheitsmanagement
- Berichterstellung von Unfall- und Störungsereignissen, Ereignisanalyse und Maßnahmenverfolgung
- Überwachen und Auditieren der Funktionsweise des SMS
- Systematische Neubewertung des SMS in Bezug auf die Erfahrung des Betreibers und der Industrie.

In der internationalen Norm ISO 45001 wurden Elemente des SMS übernommen und konkretisiert.

### Bahnsysteme
Nach der Richtlinie 2004/49/EG des Europäischen Parlaments und des Rates über Eisenbahnsicherheit in der Gemeinschaft (Richtlinie über die Eisenbahnsicherheit), abgelöst und erweitert durch die Richtlinie (EU) 2016/798 mit Wirkung vom 11. Mai 2016,
sind die wesentlichen Bestandteile des Sicherheitsmanagementsystems:
- eine Sicherheitsordnung, die vom Unternehmensleiter genehmigt und dem Personal mitgeteilt wird;
- unternehmensbezogene qualitative und quantitative Ziele im Hinblick auf die Erhaltung und Verbesserung der Sicherheit sowie Pläne für die Erreichung dieser Ziele;
- Verfahren zur Einhaltung bestehender, neuer und geänderter Normen technischer und betrieblicher Art;
- Verfahren für die Durchführung von Risikobewertungen und die Anwendung von Maßnahmen zur Risikokontrolle für den Fall, dass sich aus geänderten Betriebsbedingungen oder neuem Material neue Risiken für die Infrastruktur oder den Betrieb ergeben;
- Schulungsprogramme für das Personal und Verfahren, die sicherstellen, dass die Qualifikation des Personals aufrechterhalten und die Arbeit dementsprechend ausgeführt wird;
- Vorkehrungen für einen ausreichenden Informationsfluss innerhalb der Organisation und gegebenenfalls zwischen Organisationen, die dieselbe Infrastruktur nutzen;
- Verfahren und Formate für die Dokumentierung von Sicherheitsinformationen und die Bestimmung von Kontrollverfahren zur Sicherung der Konfiguration von entscheidenden Sicherheitsinformationen;
- Verfahren, die sicherstellen, dass Unfälle, Störungen, Beinahe-Unfälle und sonstige gefährliche Ereignisse mitgeteilt, untersucht und ausgewertet werden und dass die notwendigen Verhütungsmaßnahmen ergriffen werden;
- Bereitstellung von Einsatz-, Alarm- und Informationsplänen in Absprache mit den zuständigen Behörden;
- Bestimmungen über regelmäßige interne Nachprüfungen des Sicherheitsmanagementsystems.

Die Maßnahmen zum Sicherheitsmanagement werden ergänzt durch die Ermittlung von Sicherheitsindikatoren (Unfallereignisse durch Kollisionen, Zugentgleisungen, Unfälle an Bahnübergängen, Unfälle mit Personenschäden, Suizide, Fahrzeugbrände), Indikatoren in Bezug auf Störungen, Beinahe-Unfälle sowie Indikatoren über die Wirksamkeit des Sicherheitsmanagements (mit Bezug auf die durchgeführten Audits).
Zum Nachweis der Wirksamkeit des praktizierten Sicherheitsmanagement-Systems haben alle Fahrwegbetreiber und Eisenbahnunternehmen der Sicherheitsbehörde jedes Jahr einen Sicherheitsbericht vorzulegen. Darin sind Angaben zu machen, wie die unternehmensbezogenen Sicherheitsziele erreicht wurden, wie die erfassten Sicherheitsindikatoren sich entwickelt haben, über die Ergebnisse der internen Sicherheitsüberprüfungen und über Mängel und Störungen beim Eisenbahnbetrieb.
Der Sicherheitsnachweis über alle Elemente des Sicherheitsmanagement-Prozesses muss nach EN 50129 über den gesamten Lebenszyklus von der Erstellung, Betrieb bis zur Entsorgung eines Systems in einem Sicherheitsmanagement-Bericht erfolgen.
In allen Fällen sind Gefährdungsanalysen und Risikobewertungsprozesse, wie in EN 50126 definiert, notwendig.

### Kerntechnik
In den Kernkraftwerken ist die Anwendung von Sicherheitsmanagementsystemen inzwischen internationaler Standard. Die wesentliche Grundlage hierfür bildet der Bericht der Internationalen Atomenergie Agentur (IAEA) Management of Operational Safety in Nuclear Power Plants – INSAG-13 da.
Der Bericht gibt eine detaillierte Beschreibung zum Sicherheitsmanagement für Kernkraftwerke und weist auf den sehr engen Zusammenhang zwischen Sicherheitsmanagement und Sicherheitskultur hin, wonach sich beide wechselseitig bedingen.
Eine Organisation mit einer starken Sicherheitskultur verfügt über ein effektives Sicherheitsmanagement, das wiederum die Arbeitsbedingungen schafft, die das Verhalten und die Einstellungen des Personals zur Sicherheit bestärkt.
Das SMS wird dementsprechend auch definiert:

„Das Sicherheitsmanagementsystem umfasst die organisatorischen Maßnahmen eines Unternehmens im Hinblick auf Sicherheit, um eine starke Sicherheitskultur und eine gute Sicherheitsleistung (safety performence) zu erreichen.“

Aus der Erfahrung mit der Anwendung von SMS konnten die folgenden Systemschwächen festgestellt werden:
- Unzureichende Identifikation der grundlegenden Ursachen von Störungen (real root causes)
- Mangelndes Engagement des Managements bei der Lösung identifizierter Probleme
- Unzureichende Aufmerksamkeit bei der Planung und Durchführung von Abhilfemaßnahmen und deren Priorisierung
- Fehlende Überzeugung der Mitarbeiter auf vorgesehene Änderungen einzugehen
- Unzureichende Ressourcen für die Realisierung von Verbesserungsmaßnahmen.

In Deutschland wurde 2004 vom BMU für alle Kernkraftwerke die Einführung von Sicherheitsmanagementsystemen gefordert, deren Grundsätze in beschrieben wurden.

### Zivilluftfahrt
Das Sicherheitsmanagementsystem (SMS), in der Zivilluftfahrt als Safety Management System bezeichnet, ist von der Internationalen Zivilluftfahrtorganisation (ICAO) verbindlich vorgeschrieben und muss von ihren 190 Vertragsstaaten, zu denen unter anderem auch Deutschland, Österreich und die Schweiz gehören, umgesetzt werden.
Der Grundidee des SMS ist, Sicherheit als Führungsaufgabe zu verstehen, das heißt latente Gefahren proaktiv zu erkennen, um ihnen frühzeitig vorzubeugen. Begangene Fehler sollen retrospektiv berichtet werden, damit eine Wiederholungsgefahr weitgehend ausgeräumt wird.
Das SMS-Konzept der ICAO enthält zwei Adressaten, nämlich einerseits die ICAO-Vertragsstaaten selbst, die jeweils ein eigenes, umfassendes Sicherheitsprogramm State Safety Programme (SSP) erstellen sollen. Andererseits richtet es sich an Flughafenbetreiber, Luftverkehrsgesellschaften, Wartungsbetriebe und Schulungseinrichtungen der Luftfahrtbranche, die jeweils ein betriebsinternes SMS einführen und von den zuständigen Behörden der Vertragsstaaten überwacht werden sollen.
In den amerikanischen ACRP Reports Safety Management Systems for Airports, Volume 1: Overview und Volume 2: Guidebook finden sich detaillierte Anleitungen zur Einführung von SMS für Flughafenbetreiber.

### Seeschifffahrt
Eine Anzahl schwerer Schiffsunglücke in den 1980er Jahren, insbesondere das Unglück der Herald of Free Enterprise, manifestierte als auslösende Ursachen menschliche Fehler (human errors), verbunden mit Managementfehlern.
Die Internationale Seeschifffahrts-Organisation (IMO) erarbeitete daraufhin die Guidelines on Management for the Safe Operation of Ships and for Pollution Prevention, in denen die Ziele des Sicherheitsmanagements, die Bereitstellung der Ressourcen für deren Umsetzung und die Erstellung eines Sicherheitsmanagementsystems (SMS) genannt werden. Die erforderlichen Sicherheitsmaßnahmen sollen in einem Safety Management Manual dargestellt werden, wobei eine Kopie an Bord des Schiffes vorliegen soll.
Zu den Aufgaben des SMS zählen auch die Berichterstattung über sich ereignende Unfälle und gefährliche Situationen an die Schiffseigner.
Eine Untersuchung des ADAC vom Mai 2012 über die Sicherheit von Kreuzfahrtschiffen mit 3000 bis zu 7000 Passagieren an Bord kommt zu dem Ergebnis, dass für das Sicherheitsmanagement bei 4 von 9 Schiffen die Note „mangelhaft“ und nur in einem Fall die Note „sehr gut“ ausgestellt wurden.

### Wasserwirtschaft
Für die wasserwirtschaftlichen Betriebe kommt der von der Deutschen Vereinigung für Wasserwirtschaft, Abwasser und Abfall (DWA) erstellte Leitfaden „Technische Sicherheitsmanagement“ (TSM) zur Anwendung und soll den Wissenstand von Mitarbeiterinnen und Mitarbeitern und die Organisationsstrukturen des technischen Bereichs aktuell halten und überprüfen.
Die für die Sparten erstellten Leitfäden „TSM Abwasser“ für Abwasser- und Kanalbetriebe, „TSM Gewässerunterhaltung“ für Wasserverbände und „TSM Stauanlagen“ für Talsperren-Betreiber dienen der freiwilligen Selbstkontrolle, die alle sechs Jahre einer Überprüfung unterzogen wird.

### Informationssicherheit
Das IT-Sicherheitsmanagement stellt im Bereich der Informationstechnik (IT) einen fortlaufenden Prozess innerhalb einer Unternehmung oder Organisation zur Gewährleistung der IT-Sicherheit dar. Seine Aufgabe ist die systematische Absicherung eines informationsverarbeitenden IT-Verbundes, um Gefahren für die Informationssicherheit oder Bedrohungen des Datenschutzes eines Unternehmens oder einer Organisation zu verhindern oder abzuwehren.
Nach dem BSI-Standard 200-1 Managementsysteme für Informationssicherheit (ISMS) muss die oberste Leitungsebene eines Unternehmens den Sicherheitsprozess initiieren, steuern und überwachen. Hierzu zählen die folgenden Aufgaben:
- Eine Strategie zur Informationssicherheit sowie Sicherheitsziele müssen verabschiedet und kommuniziert werden.
- Die Auswirkungen von Sicherheitsrisiken auf die Geschäftstätigkeit bzw. Aufgabenerfüllung müssen untersucht werden. Die operative Aufgabe „Informationssicherheit“ wird in der Regel von einem Informationssicherheitsbeauftragten (ISB) durchgeführt.
- Es müssen die organisatorischen Rahmenbedingungen für Informationssicherheit geschaffen, Zuständigkeiten und Befugnisse zugewiesen und kommuniziert werden.
- Für Informationssicherheit müssen ausreichende Ressourcen bereitgestellt werden.
- Die Sicherheitsstrategie muss regelmäßig überprüft und bewertet werden, erkannte Schwachstellen und Fehler müssen korrigiert werden.
- Mitarbeiter müssen für Sicherheitsbelange sensibilisiert werden und die Informationssicherheit als einen wichtigen Aspekt ihrer Aufgaben betrachten.

## Studium Sicherheitsmanagement
Das Studium zum Sicherheitsmanagement befasst sich in der Regel mit folgenden Fächern:
- Betriebsmanagement
- Risiko und Sicherheit im gesellschaftlichen Kontext
- Arbeits- und Betriebssicherheit
- Steuerrecht
- Risikomanagement
- Finanzaspekte
- Konfliktmanagement und Kommunikation
- Aspekte der Kriminalität

und soll die Studierenden in die Lage versetzen, ganzheitliche Sicherheitskonzepte zu entwickeln und sie in Unternehmen, Behörden, nationalen und internationalen Einrichtungen zu implementieren.